# Сад камней в Чандигархе
«Сад камней в Чандигархе» — сад скульптур, парк в городе Чандигарх (Индия). Несмотря на русскоязычное название, не является «садом камней» в прямом смысле слова (такие культурно-эстетические сооружения распространены в основном в Японии), а относится к типу «скалистый сад».

## История
Начал создавать этот парк дорожный инспектор Департамента общественных работ по имени Нек Чанд (1924—2015) в 1957 году, он делал это без всякой огласки в свободное время. Мужчина начал собирать материалы с мест сноса зданий по всему городу. Он перерабатывал этот мусор в своё ви́дение божественного царства Сукрани, выбрав для этого ущелье в лесу недалеко от водохранилища Сукхна. Это место являлось земельным заповедником, «лесным буфером», созданным ещё в 1902 году, на котором было запрещено любое строительство. Поэтому увлечение Чанда было незаконным, но ему удавалось скрывать свою деятельность на протяжении многих лет, власти обнаружили всё это лишь в 1976 году. К этому времени территория превратилась в комплекс взаимосвязанных внутренних двориков площадью 4,9 гектар, каждый из которых был заполнен сотнями покрытых керамикой бетонных скульптур танцоров, музыкантов и животных.
Этому самострою угрожал снос, но Чанд смог привлечь общественное внимание, и жители города высказались за сохранение объекта. В том же 1976 году парк был официально открыт как общественное место. Нек Чанд получил оклад, должность («инженер подразделения, Сад камней») и пятьдесят рабочих, теперь он с подчинёнными работал в своём Саду полный рабочий день.
К 1983 году Сад стал настолько известен, что появился на индийской почтовой марке.
И поныне Сад сделан из переработанных материалов. С помощью мэрии Чанд организовал по всему городу центры сбора отходов, особенно тряпья и битой керамики.
В 1996 году Чанд уехал из страны с длительным лекционным туром, город прекратил финансирование Сада, и парк подвергся нападению вандалов. Новообразованное «Общество Сада камней» взяло на себя управление и содержание достопримечательности.

## Описание
Все скульптуры и инсталляции парка сделаны из промышленных, бытовых отходов и выброшенных предметов. Также парк известен своими розами и экзотическими цветами; в нём регулярно проводятся церемонии бракосочетания.
Нынешняя площадь парка — 16 гектар. Он расположен недалеко от водохранилища Сукхна. Состоит из нескольких искусственных взаимосвязанных водопадов и множества скульптур, сделанных из металлолома и других видов отходов (пластиковых бутылок, одноразовых стаканов, браслетов-бэнглов, керамической плитки, керамических горшков, раковин, электрических отходов (провода, выключатели и т. п.), дырявых труб и пр.)
Ежедневно Сад посещает около 5000 человек, по данным на 2005 год с момента его открытия посетили более 12 миллионов отдыхающих.
На территории Сада также находится Музей кукол. Он был открыт политиком В. П. Сингхом Баднором летом 2017 года в ознаменование второй годовщины смерти основателя Сада Нека Чанда. В музее выставлены около 200 тряпичных кукол, сделанных из отходов ткани. Они были изготовлены Неком Чандом в 1970-х годах.

## Галерея

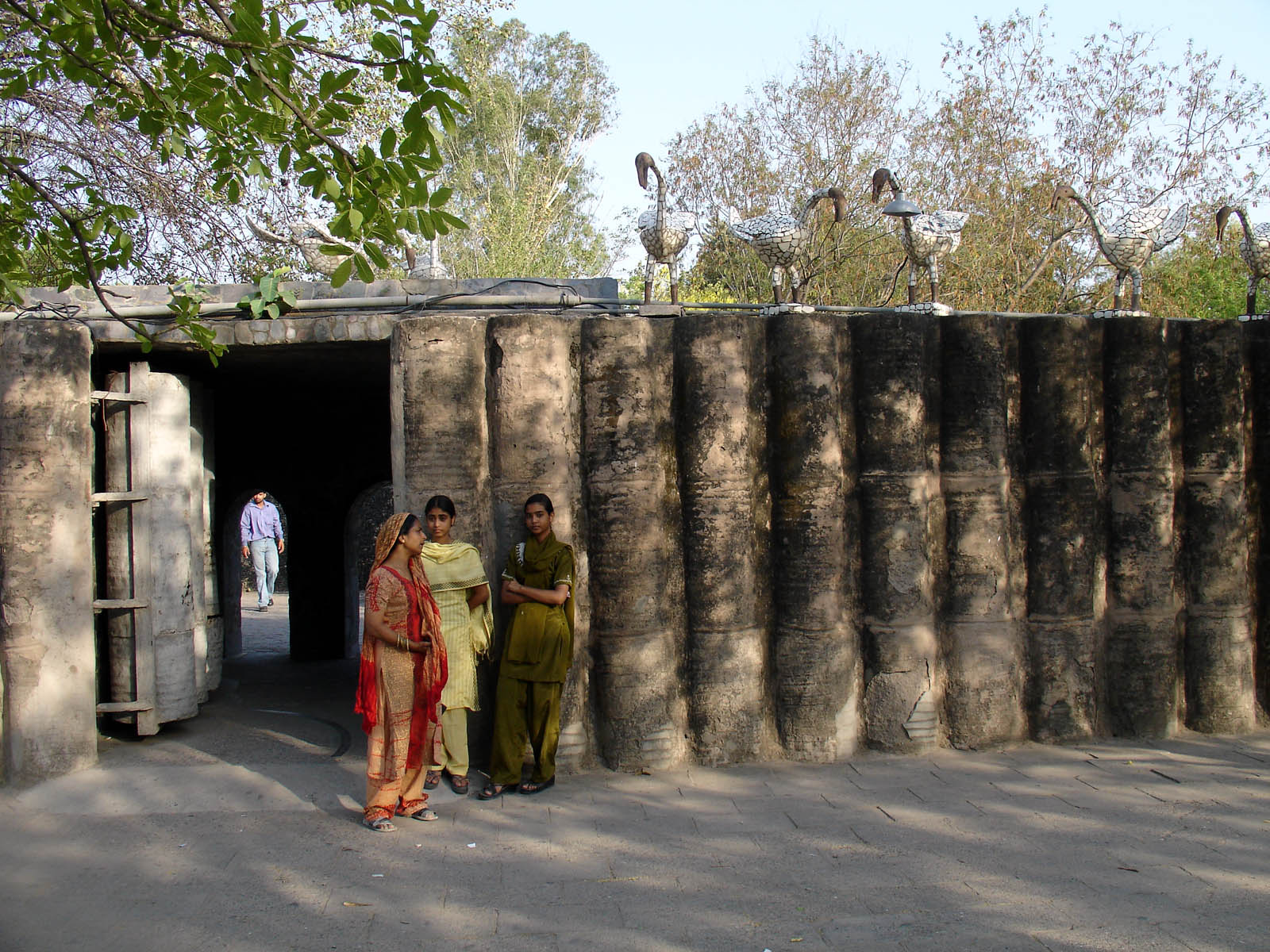
Вход в парк
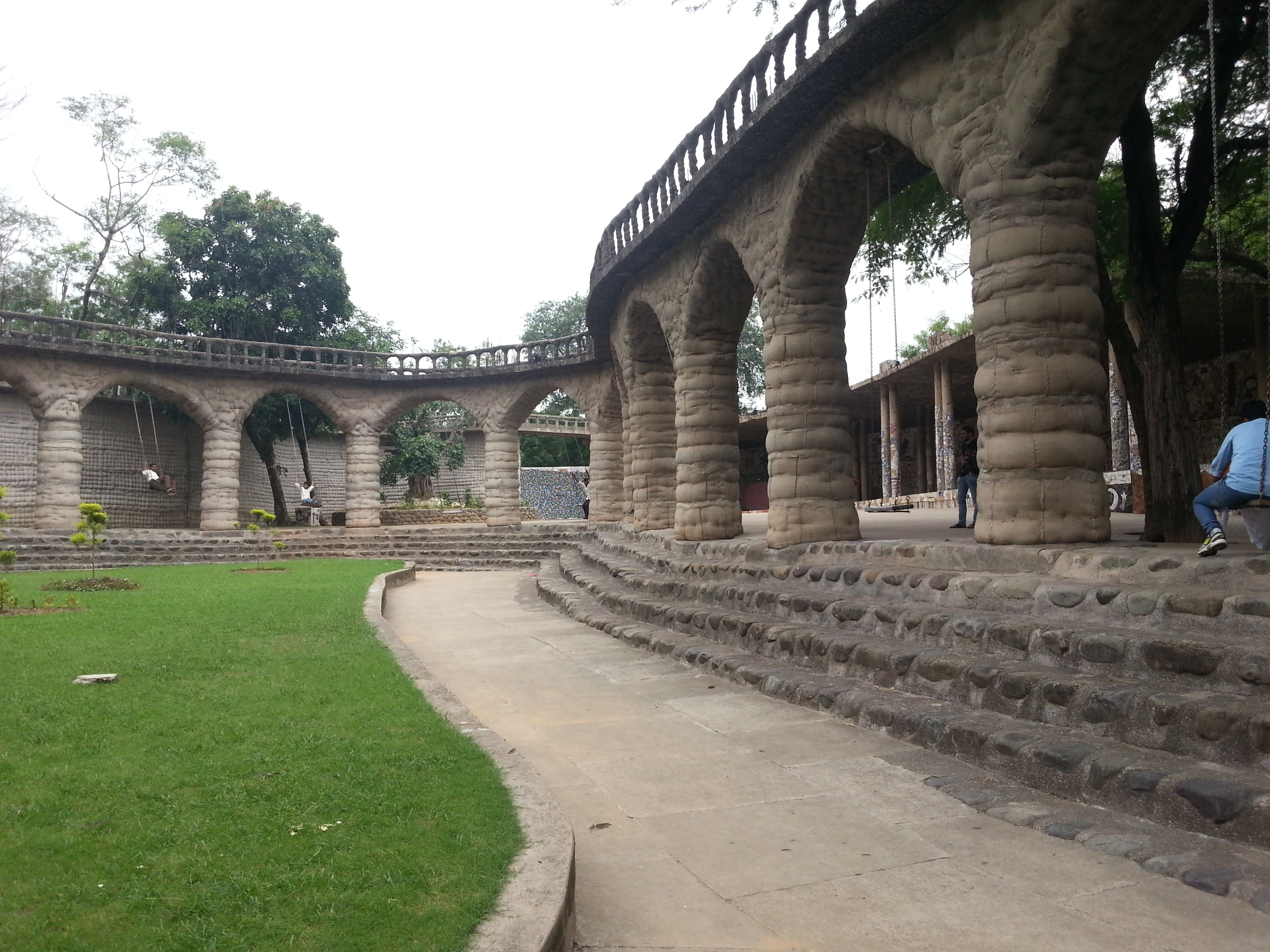
В парке
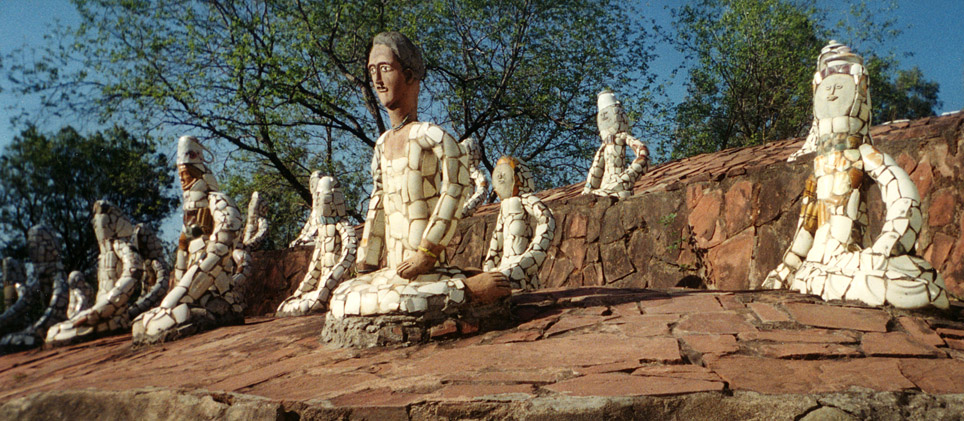
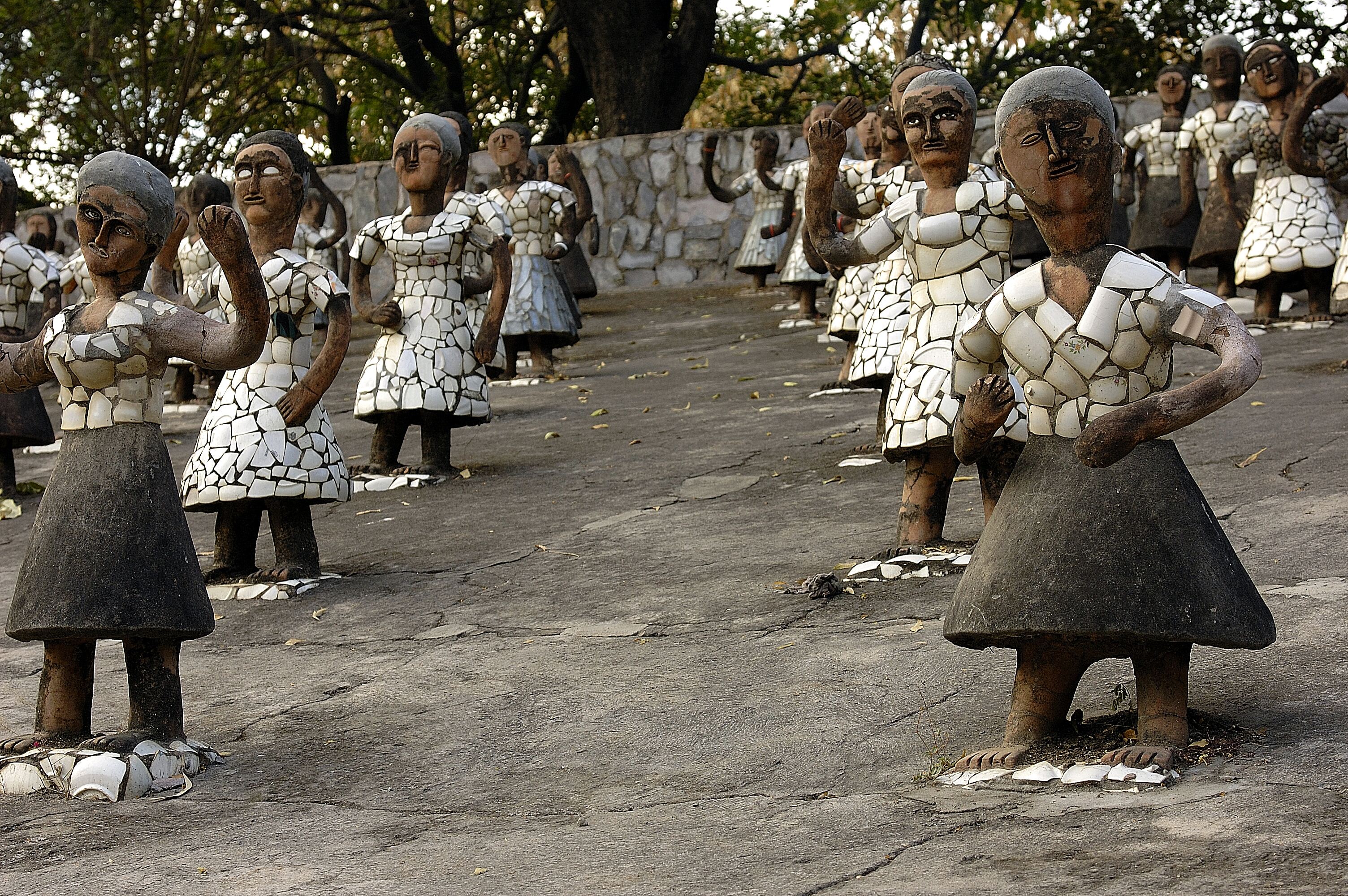
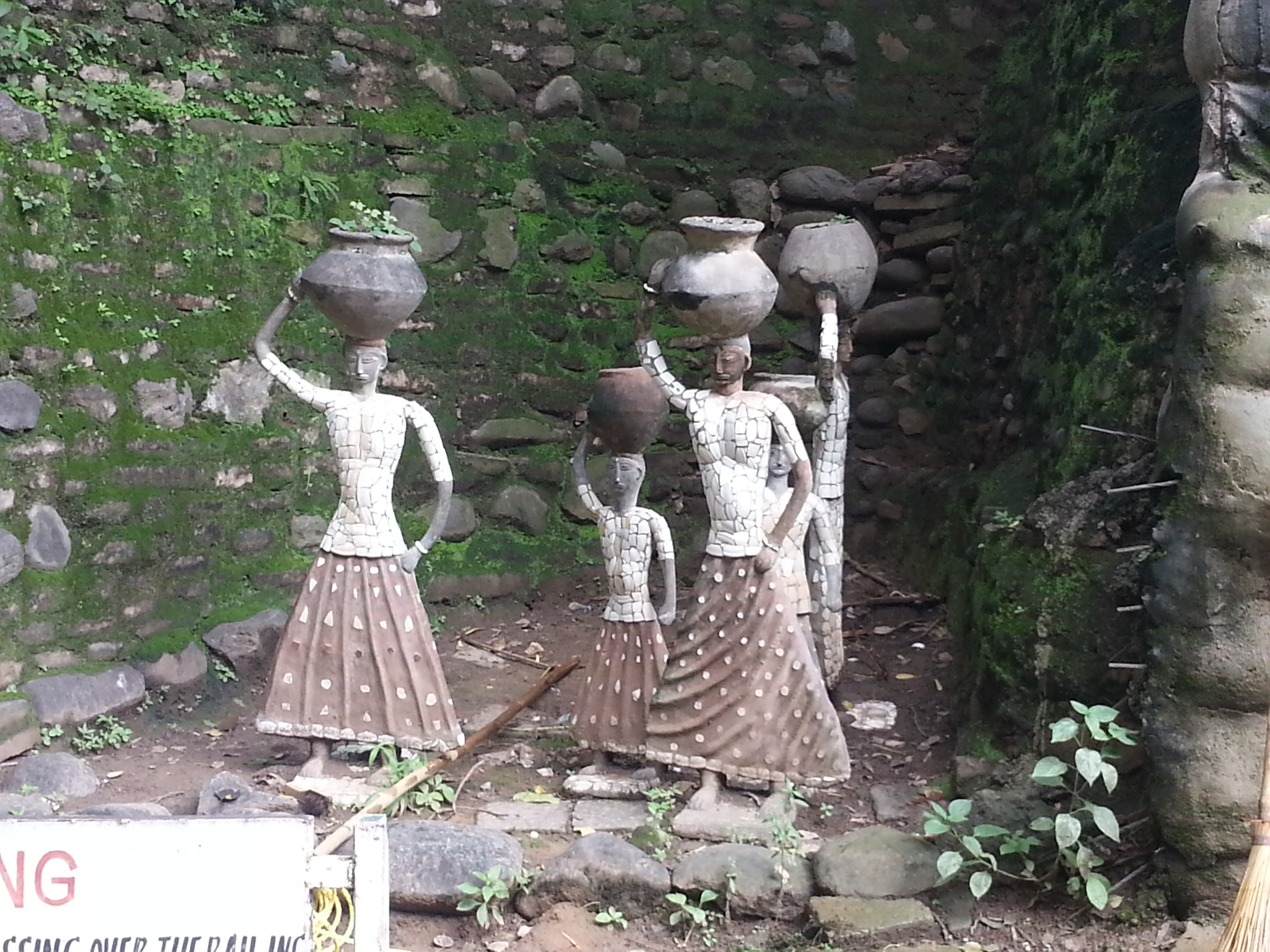
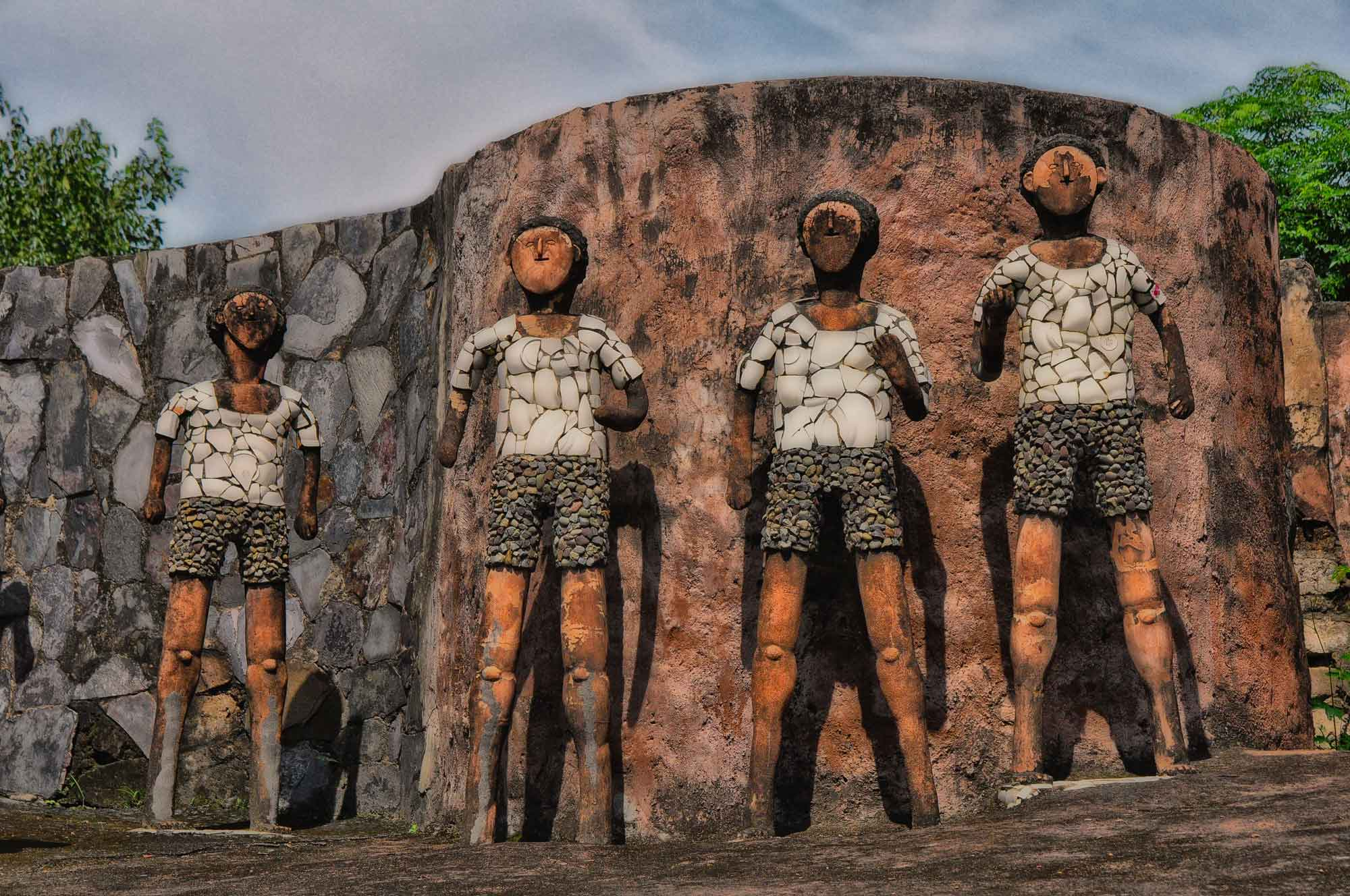
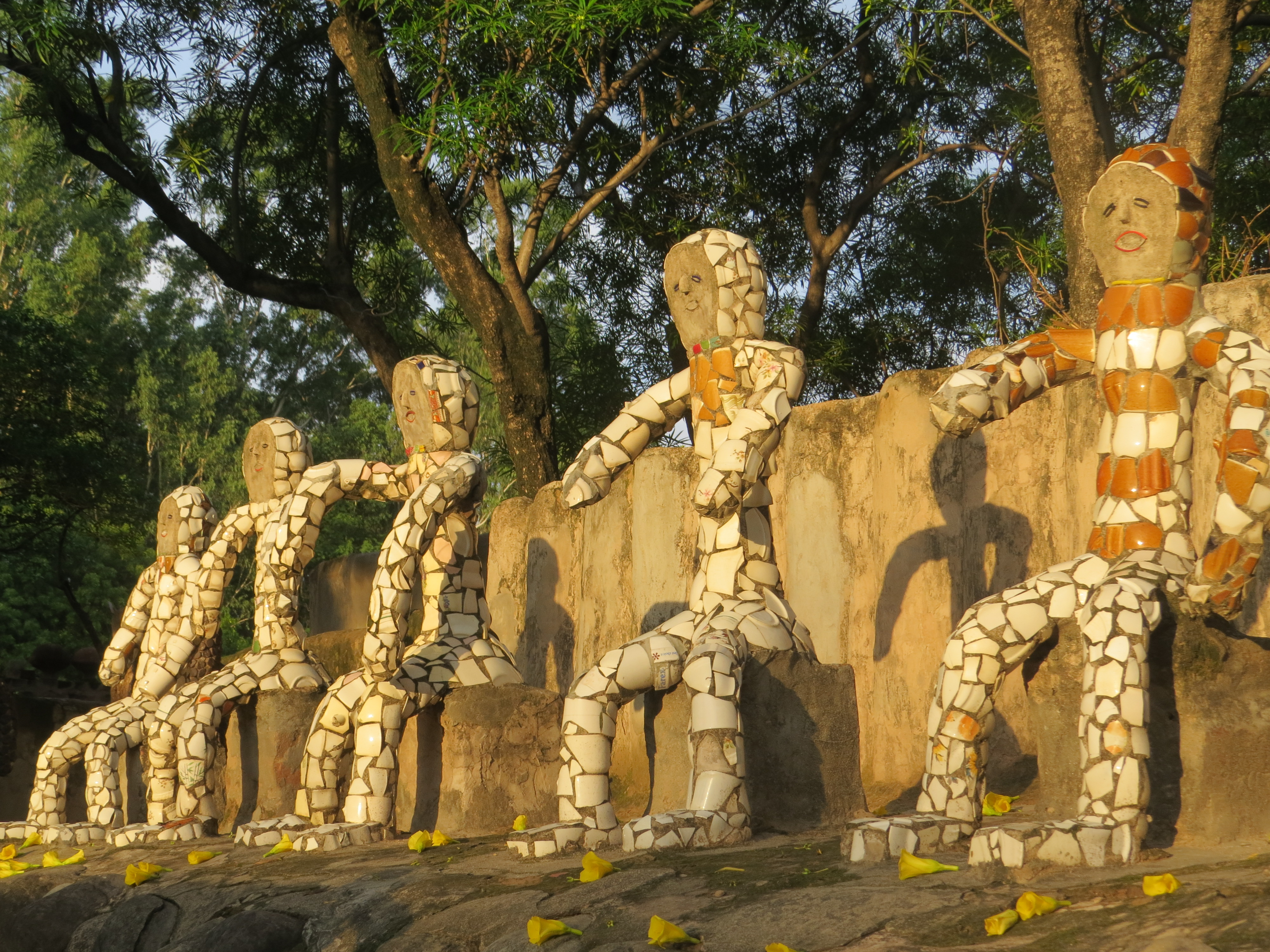
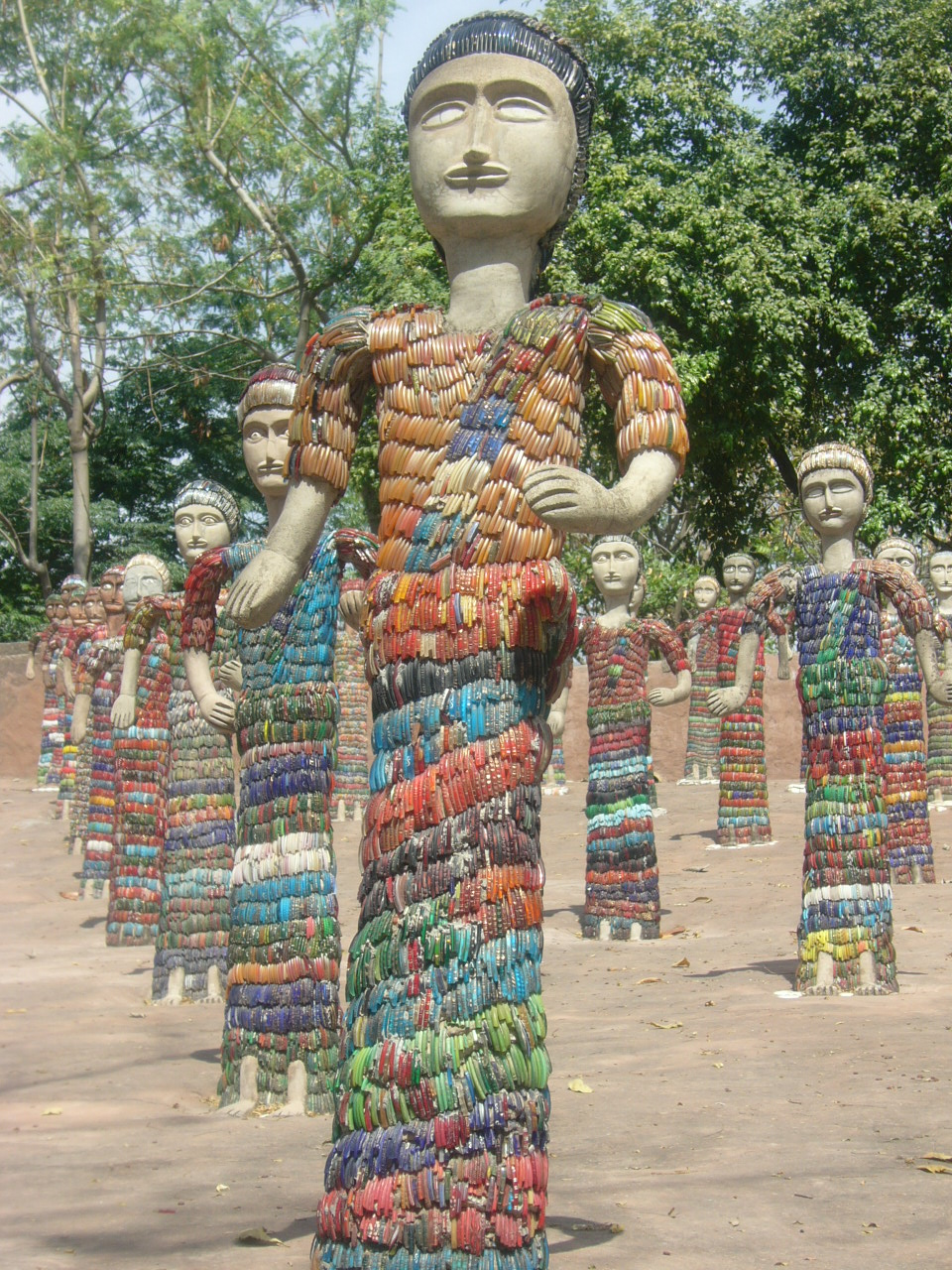
Скульптуры из браслетов-бэнглов[англ.]
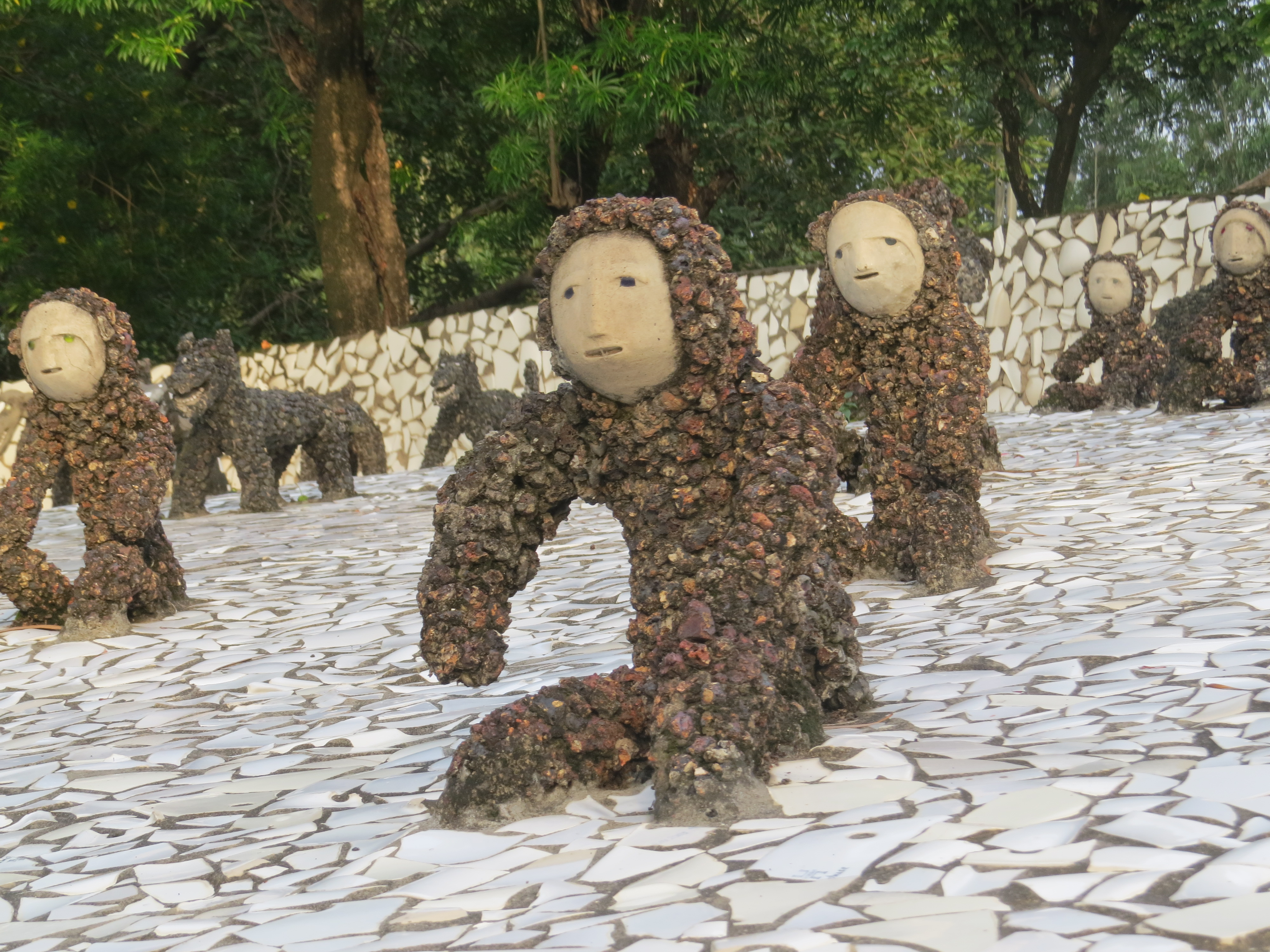
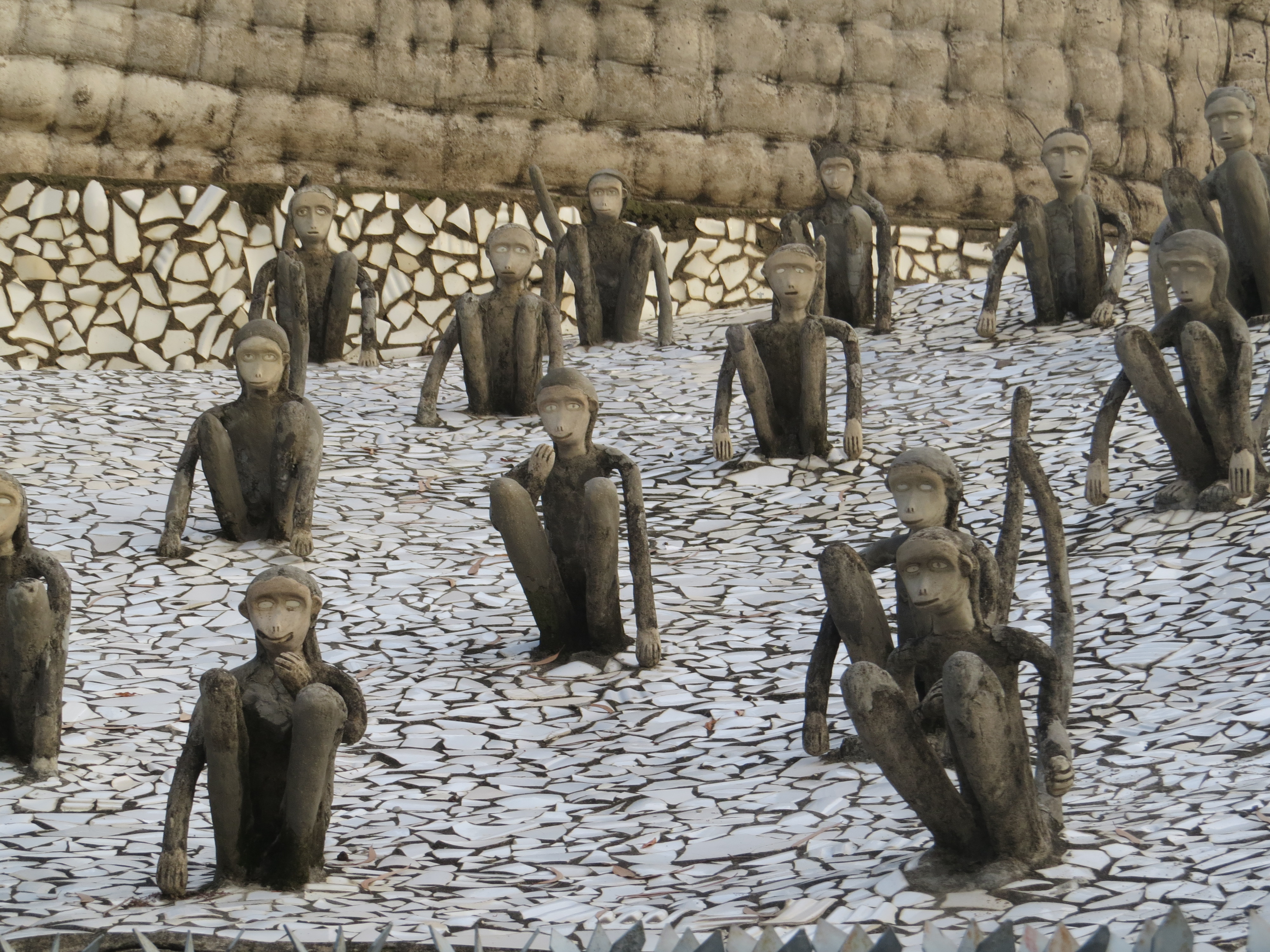
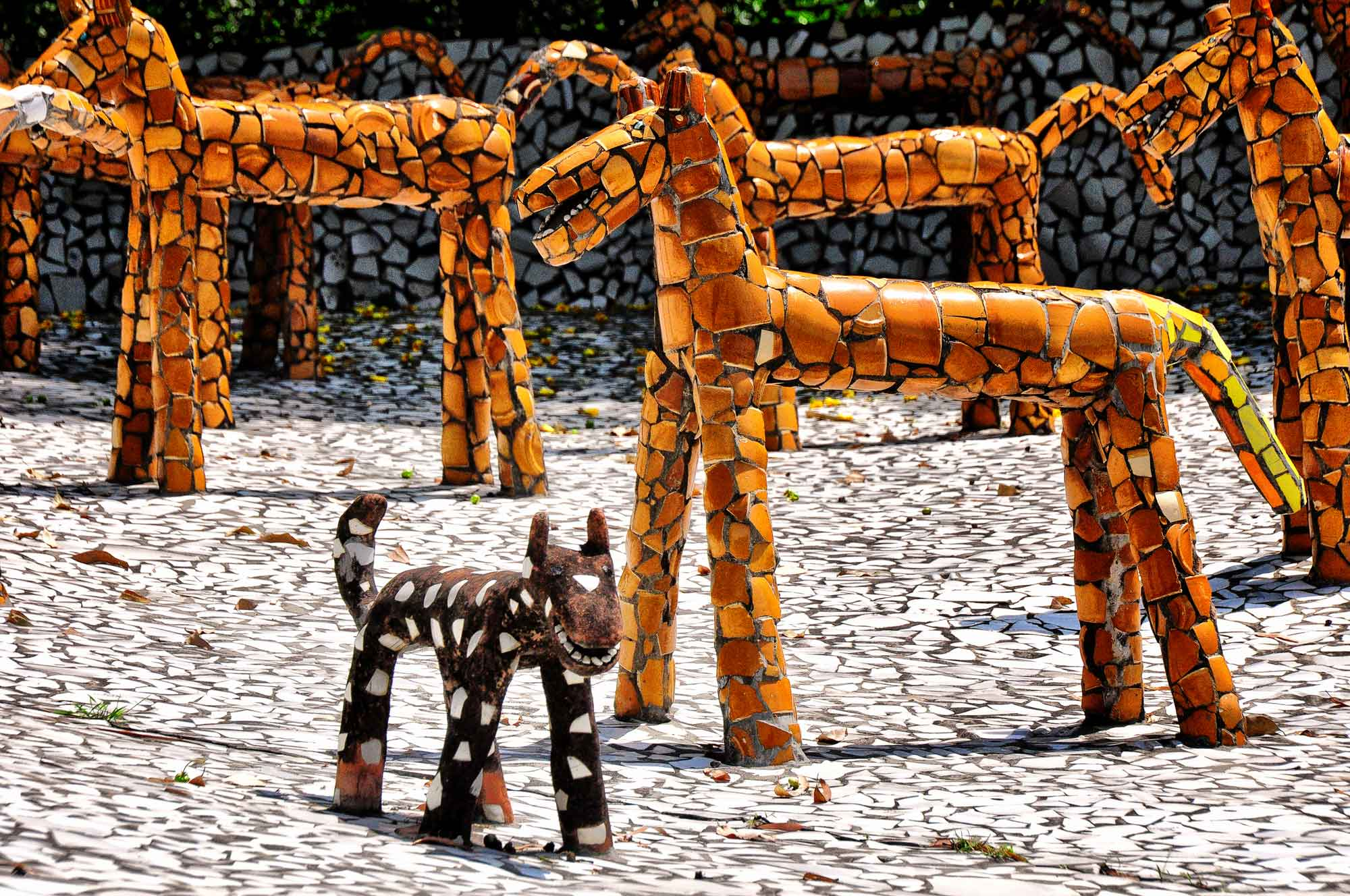
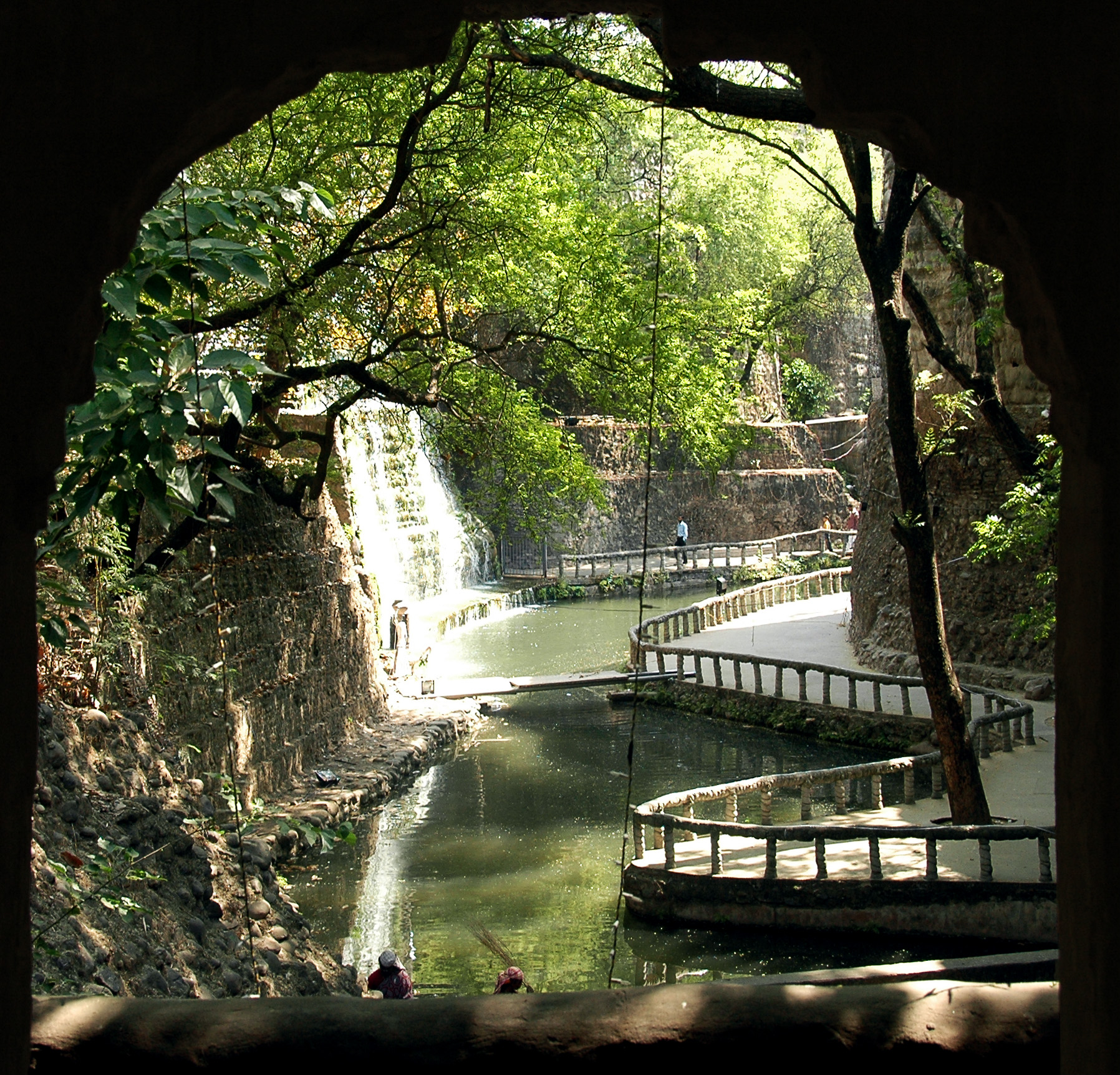
Один из водопадов парка
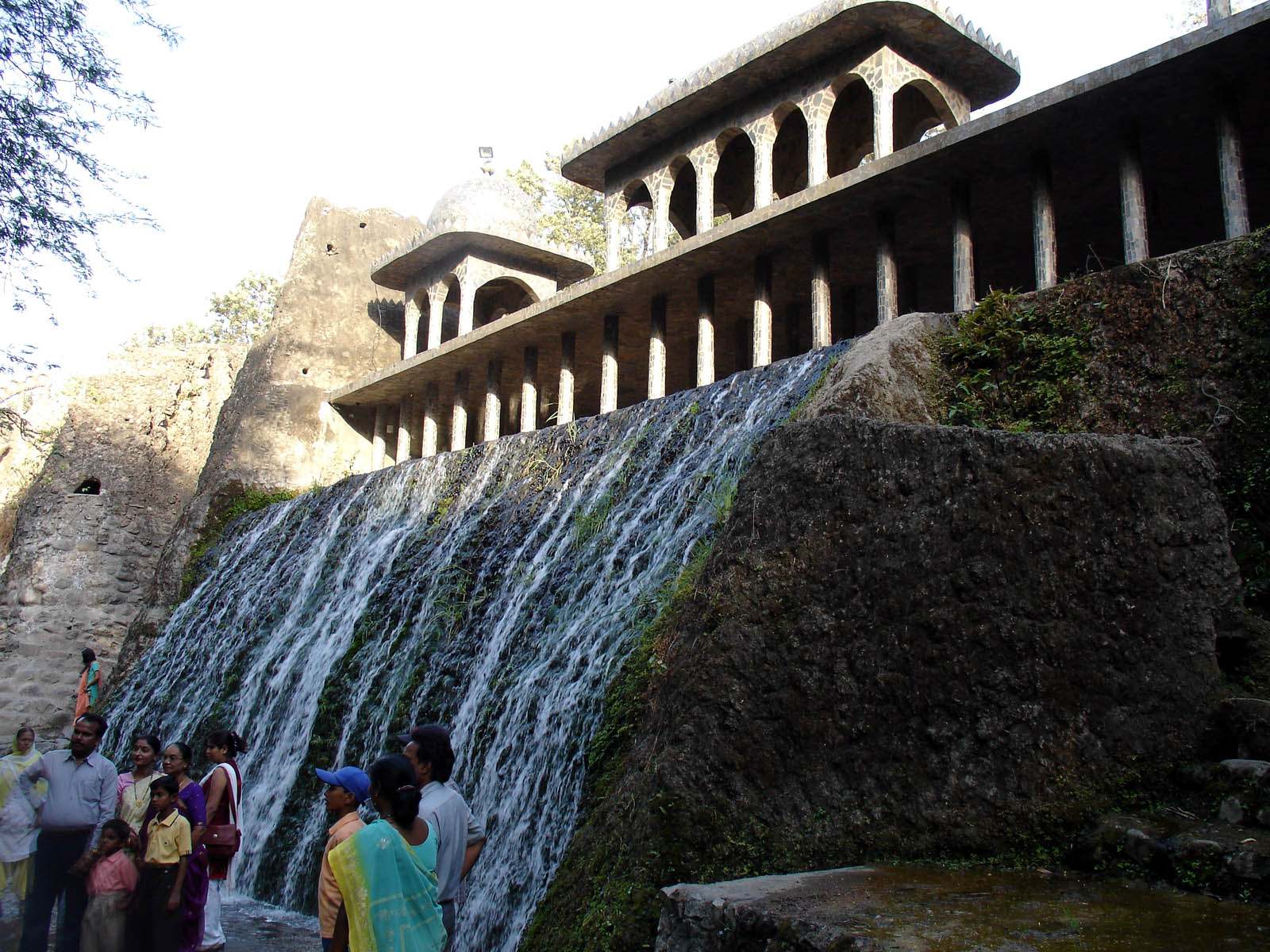
Один из водопадов парка
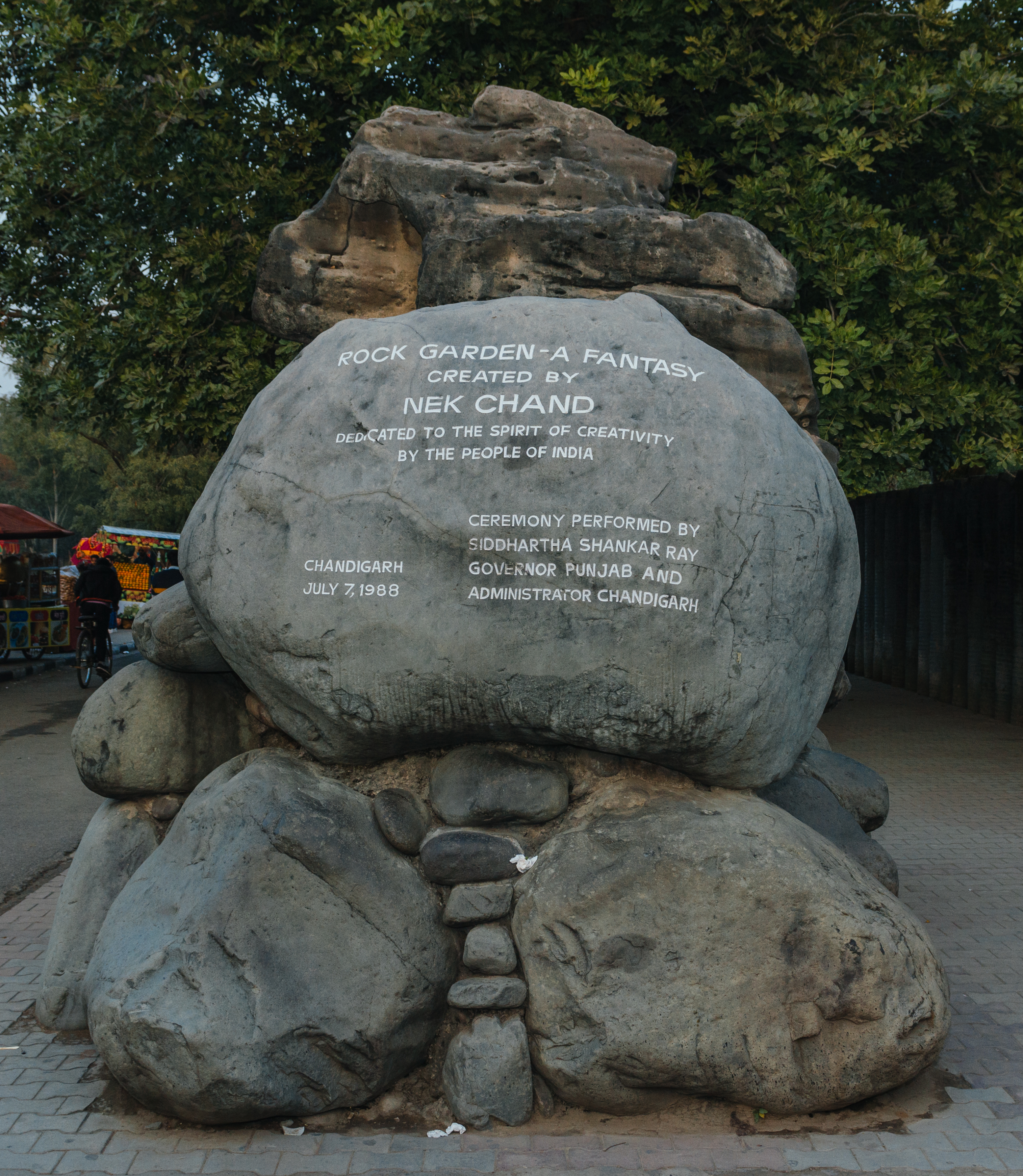
Памятный камень. Надпись гласит: «Сад камней — фантазия, созданная Неком Чандом. Посвящается духу творчества народов Индии.»